# Козлов, Роман Сергеевич
Роман Сергеевич Козлов (род. 29 октября 1972 года, Смоленск, РСФСР, СССР) — российский учёный, специалист в области изучения антибиотиков, член-корреспондент РАН (2016).
Заслуженный деятель науки Российской Федерации (2020).

## Биография
Родился 29 октября 1972 года в Смоленске.
В 1995 году — с отличием окончил лечебный факультет Смоленской государственной медицинской академии.
В 1996 году — окончил курс по клинической микробиологии при Лондонском университете с присвоением степени Магистра наук по клинической микробиологии (на средства гранта Президента Российской Федерации для обучения за рубежом).
С 1995 по 1999 годы — клиническая ординатура, очная аспирантура СГМА.
В 1999 году — защитил кандидатскую, а в 2004 году — докторскую диссертацию.
В 2006 году — присвоено учёное звание профессора.
С 1999 по настоящее время — работает в НИИ антимикробной химиотерапии СГМА: заместитель директора по научной работе (1999—2005), исполняющий обязанности директора (2005—2006), директор института (с 2006 года).
С 2006 года — руководитель Научно-методического центра Федерального агентства по здравоохранению и социальному развитию по мониторингу антибиотикорезистентности.
В 2009 году — удостоен гранта Президента Российской Федерации для поддержки молодых учёных — докторов наук за проект по оптимизации диагностики, лечения и профилактики пневмококковых инфекцией.
В 2015 году — приказом Министерства здравоохранения Российской Федерации назначен Главным внештатным специалистом по направлению «клиническая микробиология и антимикробная резистентность».
В 2016 году — инициатор создания и руководитель Сотрудничающего центра ВОЗ по укреплению потенциала в сфере надзора и исследований антимикробной резистентности.
В 2016 году — избран членом-корреспондентом РАН.
С 2017 года — ректор Смоленского государственного медицинского университета.

## Почётные звания и награды
- Первая премия Европейского общества по клинической микробиологии и инфекционным болезням (ESCMID) за выдающиеся достижения в области клинической микробиологии и инфекционных болезней (2005 г.) ;
- Премия Международного союза за разумное применение антибиотиков (APUA) за выдающиеся лидерские качества в области разумного применения антибиотиков с целью сохранения эффективных препаратов для будущих поколений (2012 г.);
- Грант Президента Российской Федерации (1995 г.);
- Грант Президента Российской Федерации (2009 г.) по теме исследования: «Разработка системы мониторинга, профилактики и оптимизации терапии инвазивных и неинвазивных пневмококковых инфекций» (MD-3445.2009.7);
- Почетная грамота Совета Федерации (29 января 2020 г.) — за многолетний добросовестный труд, большой вклад в развитие образования и медицинской науки, подготовку высококвалифицированных специалистов и научных кадров;
- 2020 год — Заслуженный деятель науки Российской Федерации (23 июня 2020) за заслуги в научной деятельности и многолетнюю добросовестную работу[2].

## Семья
Родители — выпускники Смоленского государственного медицинского института. Мать — Людмила Вячеславовна Козлова (род. 1949) — врач-педиатр, научный и политический деятель. Член Совета Федерации от Смоленской области (2013—2018), д.м.н., профессор, заслуженный врач Российской Федерации, заслуженный деятель науки Российской Федерации, лауреат Национальной премии «Призвание», президент Смоленского регионального отделения Союза педиатров России, вице-президент ассоциации детских кардиологов России.
Отец — Сергей Борисович Козлов (1946—2009) — д.м.н., профессор, физиолог, занимающийся исследованием центральных нейрофизиологических механизмов формирования и реализации вестибулярных реакций в норме и при вестибулярных расстройствах функционального происхождения.

### Хобби
Основное хобби — футбол. Является чемпионом города Смоленска по мини-футболу (1994 года) в составе сборной Смоленской государственной медицинской академии. Чемпион Лондонского университета по футболу во 2 и 6 дивизионах (1995 года) в составе сборной Лондонского госпитального медицинского колледжа.

## Научная деятельность
Ведет исследования в области разработки комплексной программы контроля за антибиотикорезистентностью, изучение молекулярно-генетических особенностей устойчивости к антибиотикам и противогрибковым препаратам, фармакоэпидемиологических и фармакоэкономических аспектов применения антибиотиков в Российской Федерации, оптимизации подходов к выбору антибиотиков при различных инфекциях, совершенствование подходов к диагностике возбудителей различных инфекций и их чувствительности к антибиотикам.
Автор 520 научных работ (включая 180 — в зарубежной печати), в том числе 3 монографий, 3 рационализаторских предложений, 3 патентов на изобретения, 36 руководств, 30 пособий для врачей, 11 учебных пособий, 5 справочников, 4 методических указаний, 3 методических рекомендаций, а также 2 информационных писем.
Под его руководством защищены 2 докторские и 18 кандидатских диссертаций.

### Научно-организационная деятельность
- главный внештатный специалист Министерства здравоохранения Российской Федерации по клинической микробиологии и антимикробной резистентности к антимикробным препаратам
- руководитель Сотрудничающего центра ВОЗ по развитию потенциала в области проведения исследований и эпидемиологического надзора за резистентностью к антимикробным препаратам
- президент Межрегиональной ассоциации по клинической микробиологии и антимикробной химиотерапии (МАКМАХ) (с 2005 года);
- член редакционной коллегии Федерального руководства по использованию лекарственных средств;
- председатель Российского отделения Международного союза за разумное применение антибиотиков (APUA);
- временный советник ВОЗ по расширенной программе иммунизации и антимикробной резистентности;
- член исполкома Федерации Европейских обществ по химиотерапии и инфекциям (FESCI), действительный член Европейского общества по клинической микробиологии и инфекционной болезням (ESCMID), Общества по инфекционным болезням Америки (IDSA), Американского общества по микробиологии (ASM);
- член редакционных коллегий журналов «Клиническая микробиология и антимикробная химиотерапия», «Инфекции в хирургии», «Пульмонология».